# Netto Arena
Netto Arena – wielofunkcyjna hala widowiskowo-sportowa w Szczecinie na os. Zawadzkiego-Klonowica. Jest otwarta od 1 sierpnia 2014 r. i posiada 5055 miejsc stałych.

## Charakterystyka
Netto Arena pozwala na organizację różnego rodzaju imprez sportowych, w tym do lekkoatletyki, piłki ręcznej, siatkówki, koszykówki, tenisa, tenisa stołowego, badmintona, sportów walki, szermierki, gimnastyki sportowej. Obiekt jest przystosowany również do organizowania spektakli teatralnych i kinowych, koncertów, wystaw i konferencji.
Od sezonu 2022/2023 przez 3 kolejne lata zawody w hali rozgrywać będzie zespół Grupa Azoty Chemik Police.

## Galeria

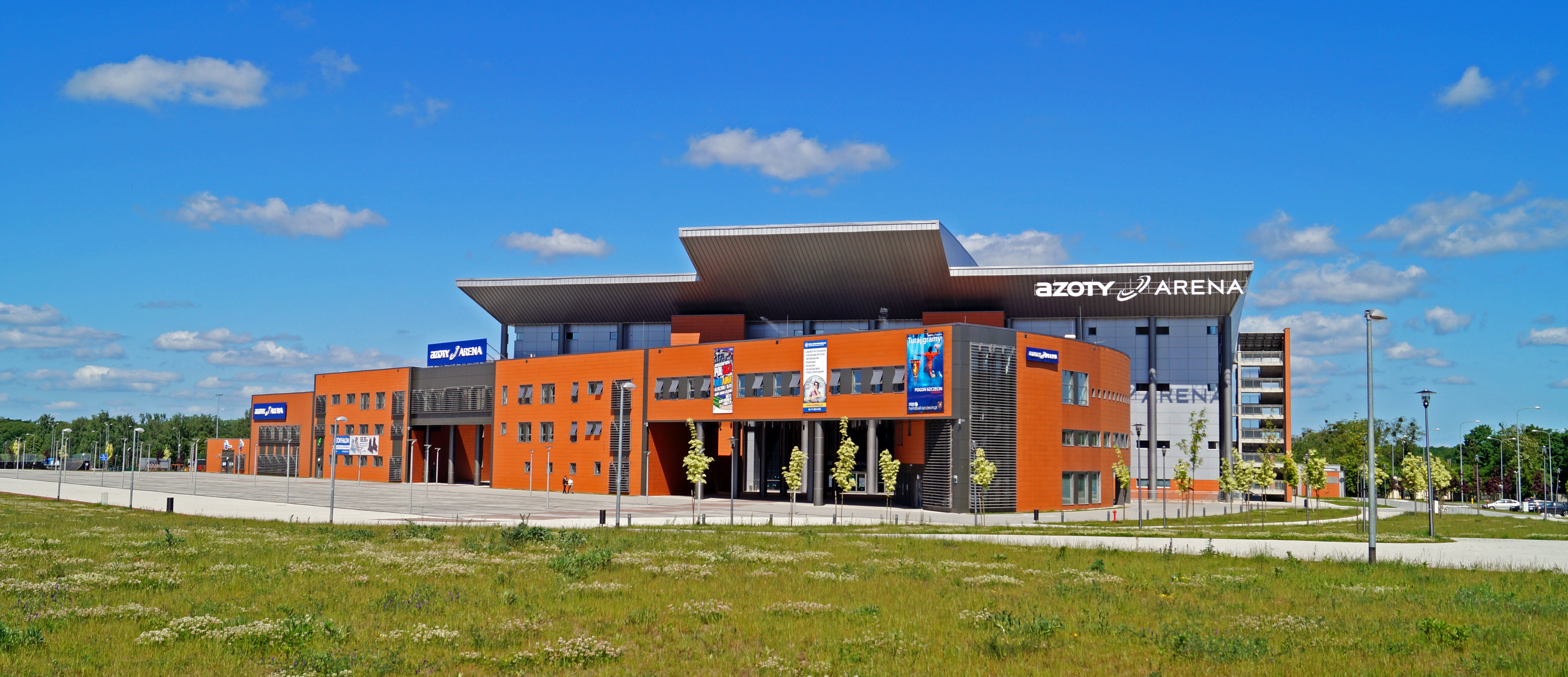
Widok od strony południowej
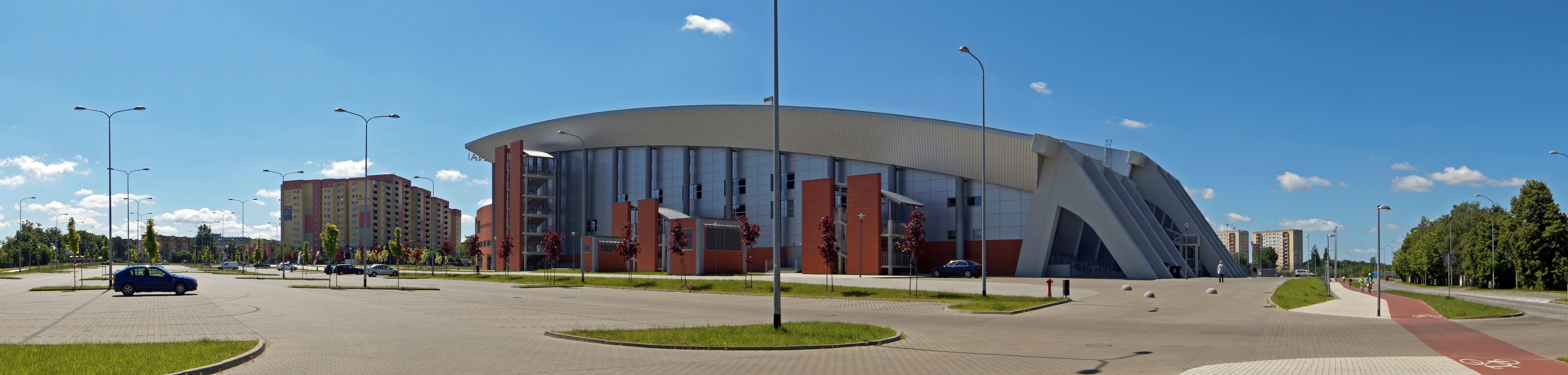
Widok od strony północno-wschodniej
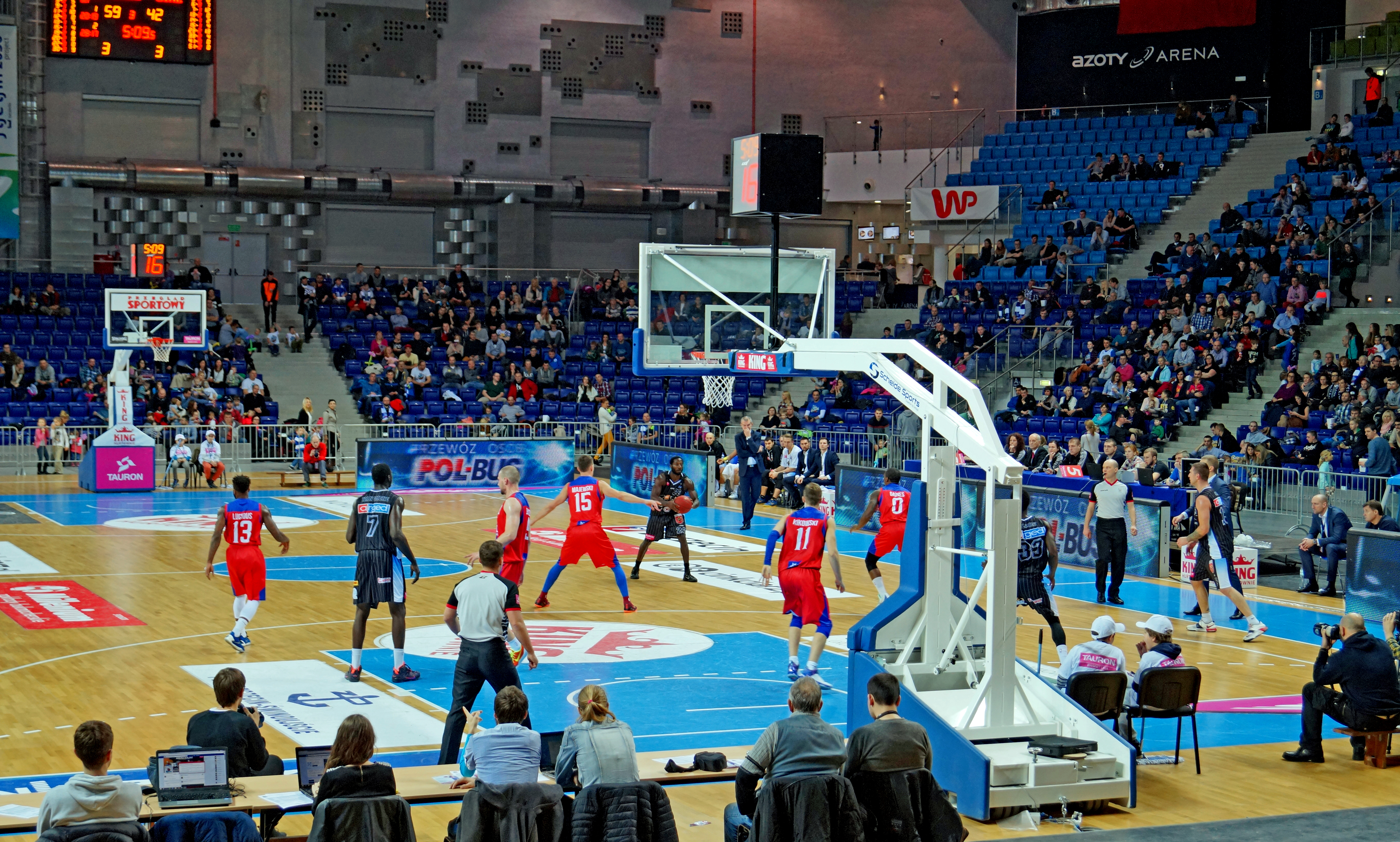
Widok od środka
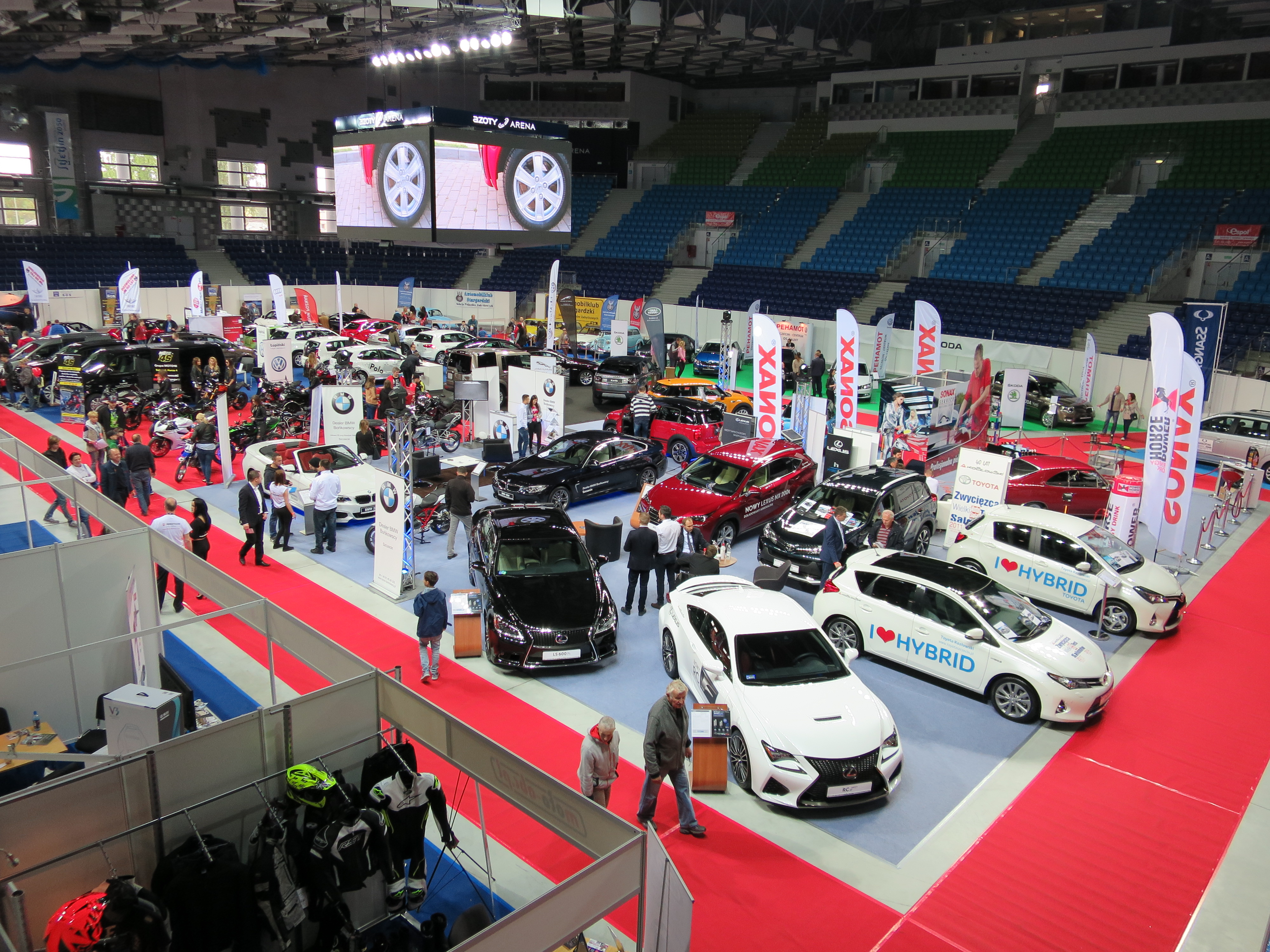
Widok od środka
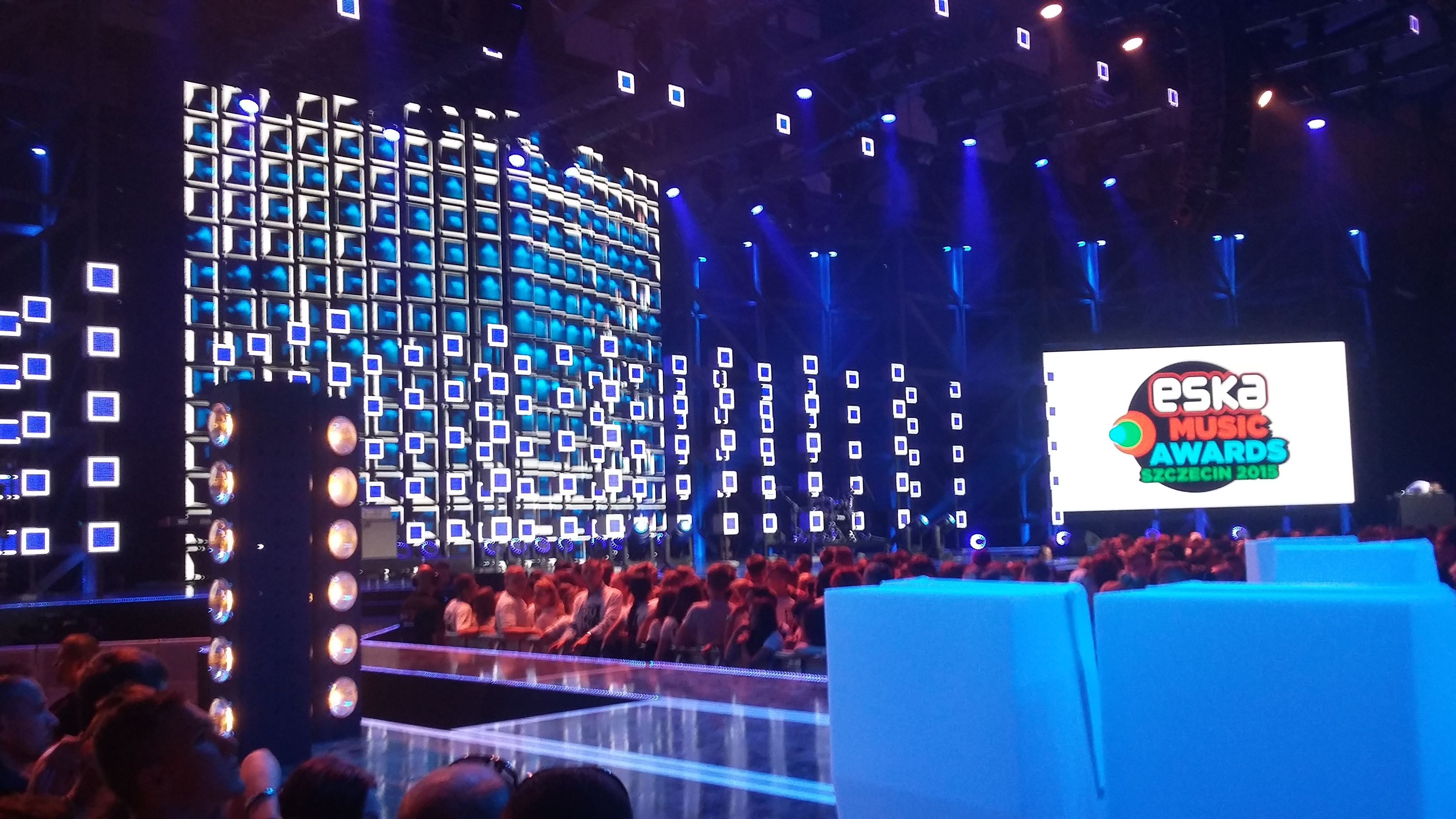
Arena Szczecin w czasie Eska Music Awards 2015
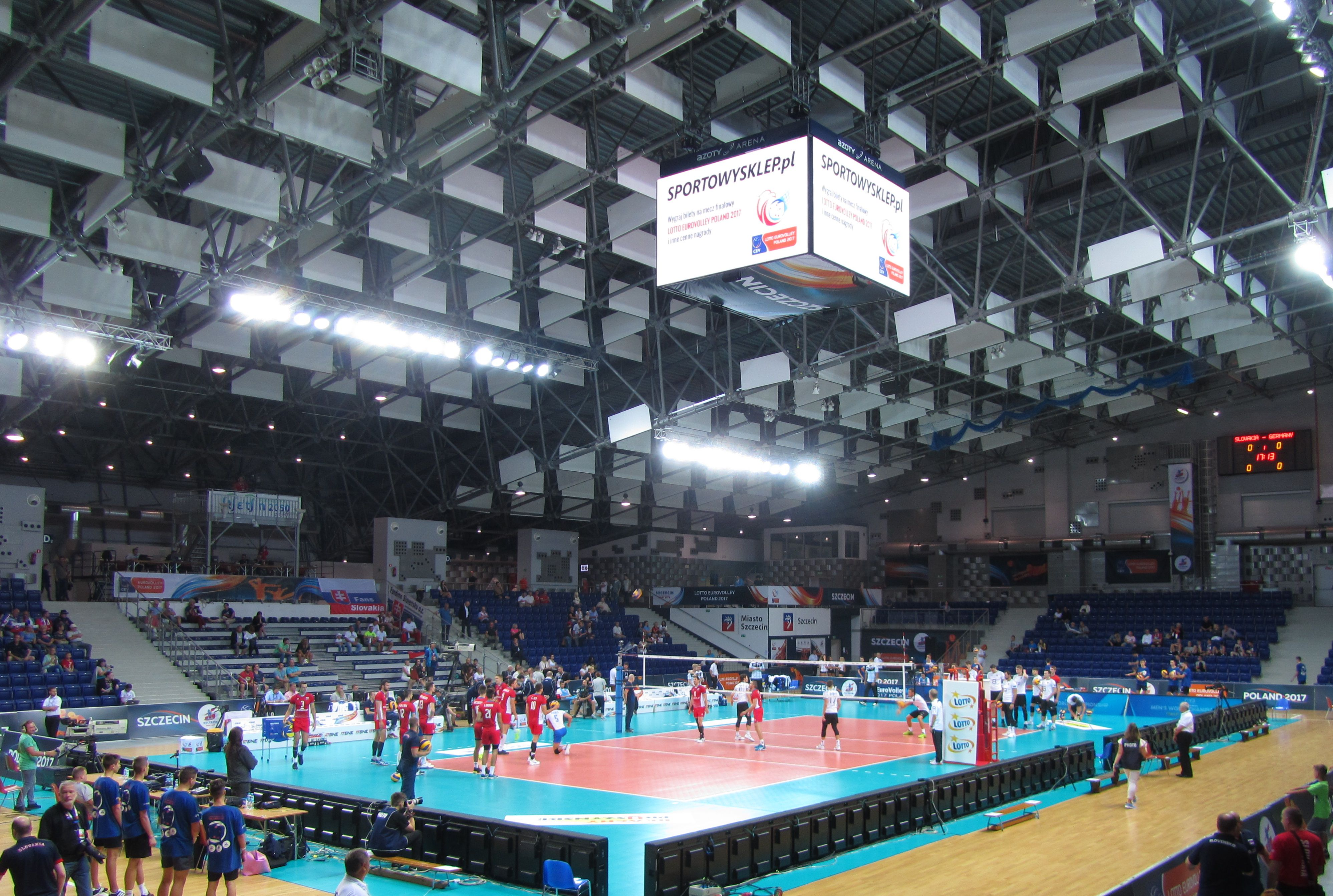
Arena Szczecin w czasie Mistrzostw Europy w siatkówce mężczyzn